# 5社ニュース
5社ニュース（ごしゃニュース）は、1976年から2005年まで、tvk、テレ玉、チバテレビ、群馬テレビの各社で、月曜から金曜の17:50 - 18:00に、新聞社日替わりローテーション形式で放送していた全国ニュースの番組枠である。
5社とは、読売・朝日・産経・中日（東京）・毎日の各新聞社のことである。
1974年3月までは、日本テレビとTBSで3社ニュースが放送されていたが、「新聞社の資本関係を明確にするため」として打ち切られた。
1976年4月、上述の関東地方の独立U局各社で、旧3社ニュースに産経・東京を加えた形でこの枠の放送を開始した。

## 概要
- 朝日フラッシュニュース
  - 1989年ごろまではテレビ朝日制作。1990年頃から朝日ニュースター（CS放送）に制作を移管。

映像はANNの素材を使用。なお、群馬テレビでは放送されていなかった。
- 読売新聞ニュース（1996年4月以降は、「読売新聞は〜い夕刊」）
  - 読売新聞社と読売映画社（現・イカロス）の共同制作。東京大手町の読売新聞社内にあった日本テレビのスタジオから放送した。
  - 日本テレビで15:50から放送された番組を、そのまま時差放送。
- 産経新聞ニュース・東京新聞ニュース
  - この2つの番組は、映像素材・スタジオともフジテレビの提供による。

産経新聞ニュースは、フジテレビから裏送りされた「ホームニュース」のタイトルを差し替えた物。テレビ埼玉では放送せず、群馬テレビにて放送された。
東京新聞ニュースは、CBCテレビや三重テレビなどで放送された「中日ニュース」のタイトルを差し替えた物。フジテレビのタイム3→タイムアングルなどのスタジオを借りて収録を行ったこともあったが、1990年代後半からは、ちばテレビのスタジオからの放送となり、放送形式も読売新聞ニュース同様、放送当日の紙面からニュースを伝えるというパターンに変更された。
- 毎日新聞 記者の目
  - 毎日新聞社と毎日映画社による制作。フィルム番組。当日のニュースを伝えるのではなく、最近の話題について、毎日新聞東京本社の記者のレポートを放送するという形式だった。5社ニュース開始当初は、当日のデイリーニュースが放映されていた。なお、独立局以外(宮崎放送など)でも放送されたことがあった。

当初のローテーション（一般例）
- 月曜=朝日新聞、火曜=読売新聞、水曜=産経新聞、木曜=東京新聞、金曜=毎日新聞

（ちばテレビでは、それぞれのニュース終了後、このローテーションを告知画面として表示していた。）
産経、毎日は1990年代早々に終了。読売も2000年9月に打ち切られ、以後は朝日と東京の2紙が残った状態だったが、2004年9月に朝日、2005年3月には東京も終了となり、これで5社ニュースの枠は完全終了となった。